# عث غجري

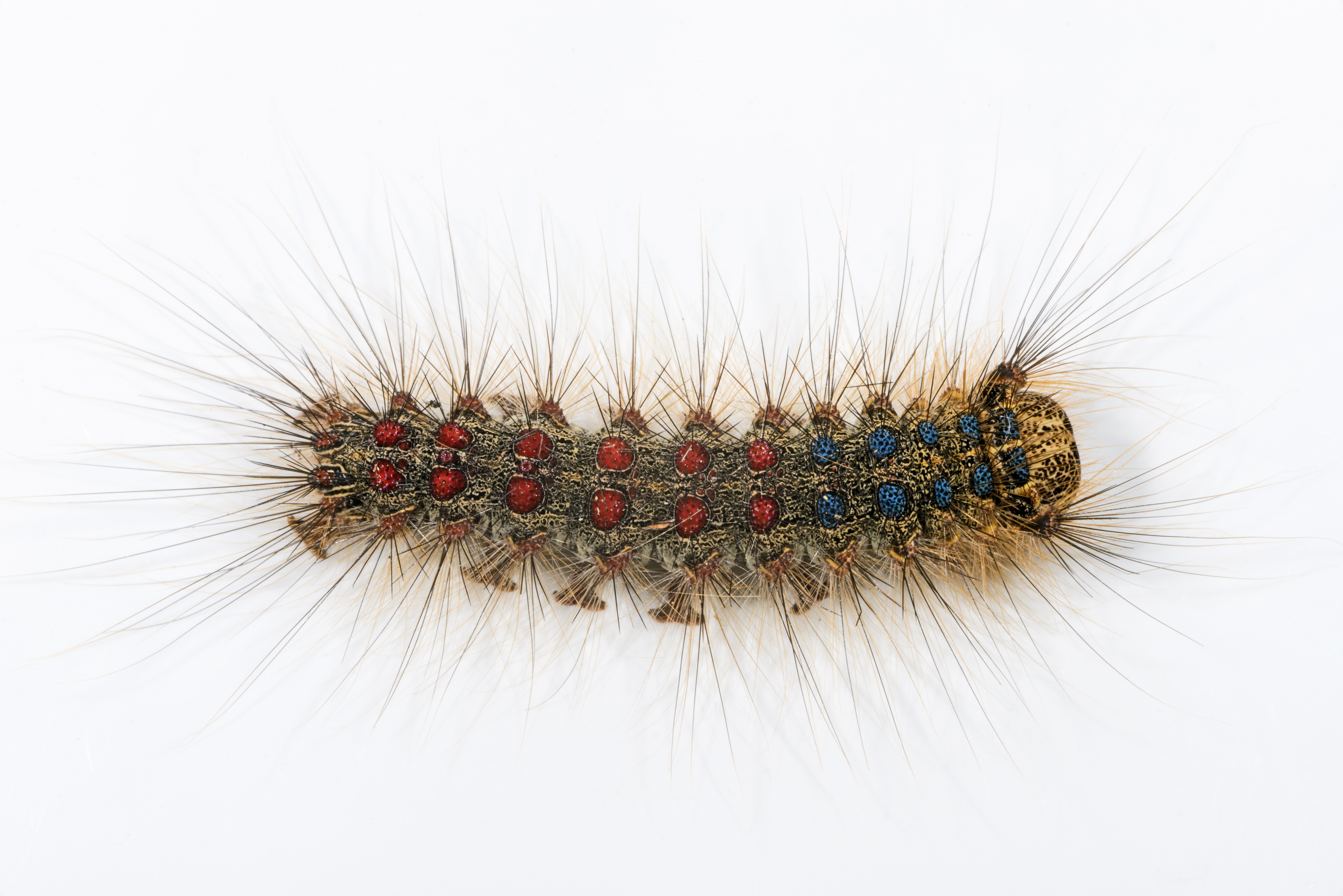
يسروع العث الغجري

العث الغجري (بالإنجليزية: Gypsy moth)‏ أو العث الإسفنجي (بالإنجليزية: Spongy moth)‏ (الاسم العلمي: Lymantria dispar) هو نوع من العث يتبع الفصيلة الأربوسية، موطنه أوروبا وآسيا. ينقسم العث الغجري إلى عدة نويعات، حيث يمكن التعرف بوضوح على الأخيرة مثل النويع النمطي (L. d. dispar) والنويع الياباني [الإنجليزية] (L. d. japonica) دون لبس. أُدخِل العث الغجري إلى العديد من القارات، كما عُثر عليه الآن أيضًا نوعًا غازيًا في إفريقيا وأمريكا الشمالية وأمريكا الجنوبية. تعيش اليرقات المتعددة التغذية على مجموعة متنوعة من الأشجار النفضية والمخروطية ويمكن أن تسبب أضرارًا جسيمة في سنوات التكاثر الجماعي. بسبب هذه الميزات، أُدرج العث الغجري ضمن أسوأ 100 نوع غريب غازي في العالم [الإنجليزية].